# 임프레션스 (음악 그룹)
임프레션스(The Impressions)는 1958년에 결성된 미국의 음악 그룹이었다. 그들의 레퍼토리는 두왑, 가스펠, 솔, 그리고 알앤비를 포함한다.
이 그룹은 테네시주 채터누가 토착민 샘 구든, 리처드 브룩스, 아서 브룩스에 의해 루스터즈로 설립되었는데, 그는 시카고로 이주하여 제리 버틀러와 커티스 메이필드를 그들의 라인업에 추가하여 제리 버틀러 & 임프레션스가 되었다. 1962년까지 버틀러와 브룩시스는 떠났고, ABC 레코드로 전환한 후 메이필드, 구든, 그리고 새로운 인상 프레드 캐시는 솔 음악에서 가장 많이 팔리는 아티스트가 되었다. 메이필드는 1970년 솔로 활동을 위해 그룹을 떠났고, 르로이 허트슨, 랠프 존슨, 레지 토리안(레기 토리안), 네이트 에반스(트위나이트 레코드)는 구든과 캐시에 합류한 교체 멤버 중 한 명이었다. 로큰롤 명예의 전당과 보컬 그룹 명예의 전당에 입성했던 이 임프레션스는 1960년대 연속 히트곡으로 가장 잘 알려져 있는데, 이 히트곡들 중 다수는 가스펠의 영향을 많이 받았고 미국의 흑인 민권 운동의 영감을 주는 주제였다. 그들은 또한 1998년 그래미 명예의 전당에서 히트한 〈People Get Ready〉와 리듬 앤 블루스 재단의 피오니어 상 수상자들이다. 이 그룹의 긴 경력은 2018년 해체 당시 60년 이상 지속되었다.